# Fokus TV
Fokus TV – polski kanał tematyczny Telewizji Polsat o charakterze edukacyjno-poznawczym i filmowym.

## Historia
9 września 2013 roku KRRiT przyznała spółce ZPR koncesję na rozpowszechnianie w sposób rozsiewczy naziemny kanału Fokus TV. Początek emisji nastąpił 28 kwietnia 2014 roku o godzinie 6:00, pojawił się on na pierwszym multipleksie naziemnej telewizji cyfrowej w miejsce TVP1 w wersji SDTV po zwolnieniu w całości przez Telewizję Polską miejsca, w tym samym dniu przekaz pojawił się FTA na satelicie i w Internecie na oficjalnej stronie kanału. Kanał nadaje 24 godziny na dobę, 7 dni w tygodniu. Fokus TV otrzymał wyróżnienie w kategorii „Lifestyle” w prestiżowym konkursie Eutelsat TV Awards 2014. Jury doceniło pomysł i wprowadzenie kanału. 4 grudnia 2017 roku Telewizja Polsat ogłosiła, że kupiła 34 proc., 2 lutego dokupiła 15,46% osiągając 49% udziałów spółki TV Spektrum będącego nadawcą kanałów Fokus TV i Nowa TV.
W I półroczu 2018 roku telewizja Fokus TV była liderem rynku kanałów dokumentalnych w Polsce.
W nocy z 10 na 11 października 2019 roku na satelicie Hotbird 13E, wersja HD kanału zastąpiła wersję SD. Tym samym Fokus TV SD nie nadaje już na satelicie.
18 września 2020 roku Telewizja Polsat przejęła od spółki TV Spektrum kanały Fokus TV i Nowa TV.

## Programy

### Oryginalne produkcje stacji
- Pod lupą
- Lista Fokusa
- Wehikuł czasu
- Tajemnice historii
- COPERNICUS
- Skandaliczny magazyn historyczny
- 1000 miejsc w Polsce, które musisz zobaczyć
- Sala operacyjna
- Prepersi. Gotowi na wszystko
- Redakcja
- Weterani. Wyrwani śmierci
- Tomasz Sekielski. Teoria Spisku
- Misja Skarb
- Robota na weekend
- Elektryczni
- OSP. Na ratunek!
- Patrol Tatry
- Rolnicy. Podlasie[12]
- Działkowcy[13]
- Handlarze historią[14]

### Inne
- Drwale USA
- Drwale z Dolomitów
- Hell on Wheels: Witaj w piekle
- Dzika Polska
- Jan Paweł II. Szukałem Was...
- Saga prastarej puszczy
- Życie Bałtyku: Morskie ssaki
- Para daje radę
- Horoskop
- Wajrak na tropie
- Misja Natura
- Sensacje XX wieku
- Jak to się robi?
- Sąsiedzi
- Było sobie życie
- 1920. Wojna i miłość
- Ratownicy
- Po przygody w świat przyrody
- Wychowanie to wyzwanie
- Lidia w kuchni
- Drobne gesty, wielkie sprawy
- Zrozumieć Machu Picchu
- Królowie podwodnego nieba
- Projekt Adrenalina
- Szkoła opieki nad zwierzakami
- Najśmieszniejsze zwierzęta świata
- Extremalni do bólu
- Czekając na apokalipsę
- Megadrwale
- Bez ograniczeń
- Zabijanie w stylu orki
- Teorie spiskowe
- Koszmarna wyprawa
- Tajemnice powiązań inżynieryjnych
- Człowiek – ryba
- Życie Bałtyku
- Cud narodzin
- Fabryka jedzenia
- X-tremalna kolekcja
- Kuchenni detektywi
- Piwnice Jukatanu – Ogrody Belize
- Podwodny raj Borneo
- Jak to możliwe?
- Wyprawy na krańce świata
- Wspaniały świat wędkarskich przygód
- Dzikie przygody Michaeli
- Egzamin z przetrwania
- Rudy Maxa i jego Europa
- Rozmowy nieoswojone
- Wędkarz na tropie
- Detektywi dzikiej przygody
- Pogotowie weterynaryjne
- Wielkie dziecinne przyjęcia
- Życie Bałtyku
- Siwa – wrota pustyni
- Katastrofy lotnicze
- Na ratunek rodzicom
- Eko życie – czy to opłaca
- Tajemnicze rafy Morza Czerwonego
- Tuż przed tragedią
- Mordercze przeprawy
- Detektyw kulinarny
- Karny batalion
- Jasnowidząca Wanga
- Dynastia Tudorów
- Bombowe dziewczyny
- Prawdziwa historia rodu Borgiów
- Juliusz Cezar
- Cesarstwo Augusta
- Detektyw Cain
- Tajne akta inkwizycji
- Prawo jazdy na ciężkie pojazdy
- Megadrwale
- Dlaczego wypadek?
- Słoń kawałek po kawałku
- Hipopotam kawałek po kawałku
- Sekrety luksusowych hoteli
- Twierdze
- Zielony raj
- Niezwykłe przygody Austina Stewensa
- Rozbieracze – biznes w garażu
- Wizyta u szamana
- Tajemnicze akcje CIA
- Idiota za granicą
- Pradawne archiwum X
- Mroźna planeta
- Pustynia i życie
- Dzika Skandynawia
- Era przetrwania
- Niezniszczalni
- Nerwy ze stali
- Hammond buduje planetę
- 50 sposobów na zabicie mamusi
- Megalotnisko w Dubaju
- Nagie miasta
- Brudne miasta
- Tajemnice Biblii
- Polisy i przekręty
- Dzika Ameryka
- Kochanie, zabijamy dzieciaki
- Zamieszkać w dziczy
- Poszukiwacze złota
- Poszukiwacze fortuny
- Truckersi przez Australię
- 7 grzechów głównych wśród zwierząt
- Służby specjalne od środka
- SuperCieśle
- Walki zwierząt
- Małpi gang
- Handlarze historią
- Władcy wojny
- Czerwona mafia
- Sekretne akty nazistów
- Wielkie konstrukcje III Rzeszy
- Jak dowodzić okrętem nuklearnym
- Wielkie akcje II wojny
- Zagłada miasta
- II wojna – cena imperium
- Wielkie zbrodnie i procesy
- Wojny o skarb
- Prepersi w Ameryce
- Przetrwaj lub zgiń
- Najniebezpieczniejsze miejsca świata
- Najniebezpieczniejsze drogi świata
- Miejski przekręt
- Kowboje oceanów
- Na lodowym szlaku (Ice Road Truckers)
- Wojny magazynowe
- MikroPotwory
- Cudem ocaleni
- Najniebezpieczniejsze drogi Europy
- Groźna Australia
- Katastrofy globalne
- Huragany
- SuperWynalazki
- Neurolodzy
- Gwóźdź w brzuchu
- Kryptonim szef
- Niezwykłe zwierzęta
- Krew, kule i ciała – historia kryminalistyki
- Poławiacze diamentów
- Fabryka przedmiotów
- Niesamowite przypadki medyczne
- Supermocni
- Troje uczonych wchodzi do baru
- Zwierzęta superinteligentne
- Królowe sawanny
- Złapać grubą rybę
- Zbudować zamek
- Ostatnie 24 godziny
- Akcje renowacje USA
- Fatalne zaproszenie
- Mroczne sekrety małżeńskie
- 77 słoni
- Planeta Egipt
- Zakazana historia
- Starożytni kosmici
- Robert Redford i Dziki Zachód
- Edukacja seksualna
- Łowcy tornad
- Tajemnice brytyjskich zamków
- Ewakuacja Ziemi
- Drwale w wielkim mieście

### Animowane
- Było sobie życie
- Dobranocny ogród (w języku angielskim)
- Sąsiedzi
- Teletubisie
- Dragon Ball Z Kai